# Luchthaven Nicosia
Luchthaven Nicosia, ook wel Nicosia International Airport genoemd, was de luchthaven van Cyprus. Echter nadat in 1974 de Turken het land binnenvielen, is de luchthaven niet meer in gebruik als internationale luchthaven. Het gebied is in gebruik bij de Verenigde Naties, als UNPA (United Nation Protected Area), oftewel het hoofdkwartier van de VN missie UNFICYP. Van oorsprong was het een Royal Air Force luchtmachtbases, toen Cyprus nog een Engelse kolonie was.
De VN gebruikt de luchthaven voor helikoptervluchten boven de bufferzone.
De controletoren en de oude vertrek- en aankomsthal staan er verlaten bij en worden gebruikt door duiven.

## Afbeeldingen

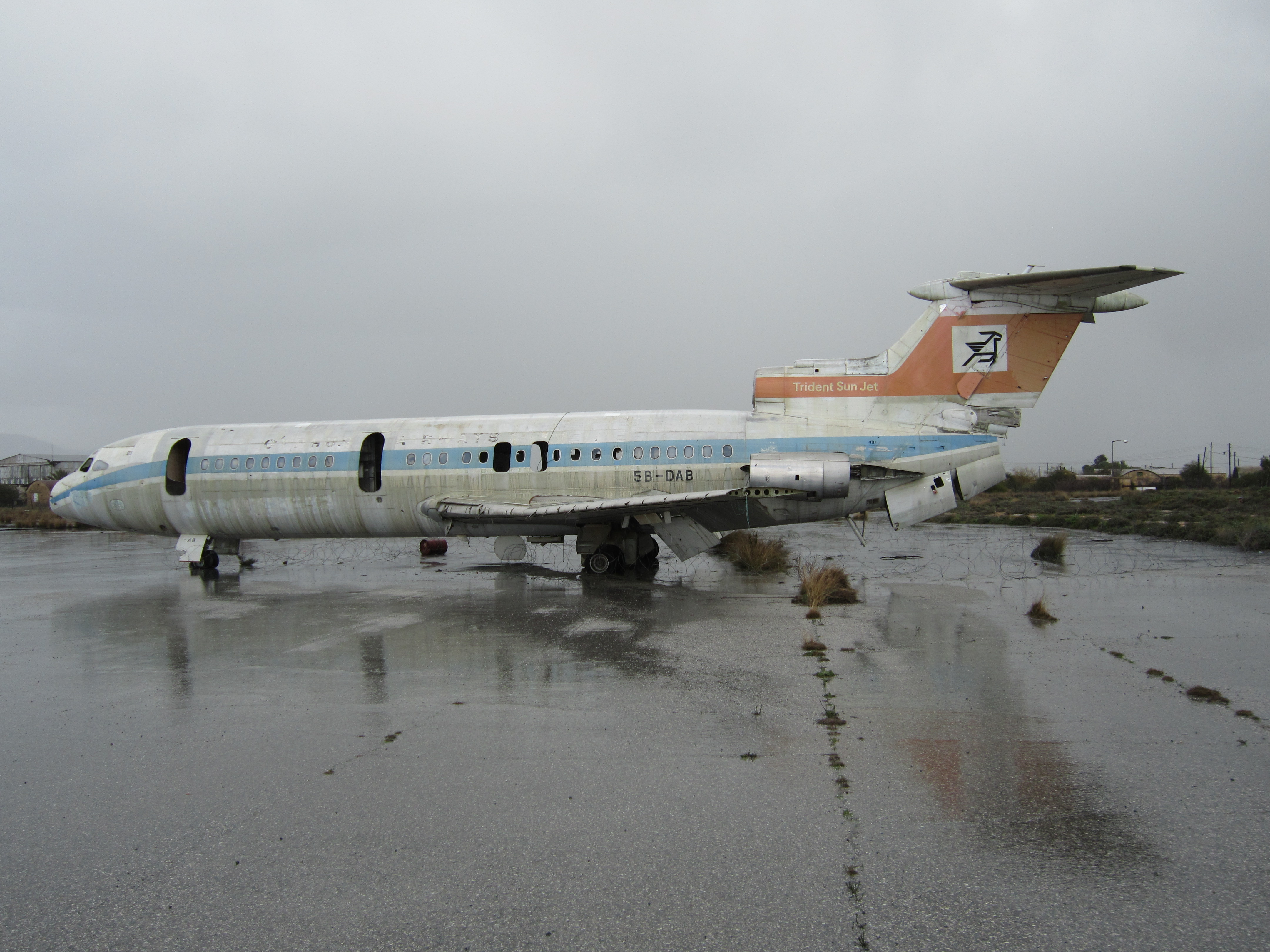
Verlaten vliegtuig dat er sinds 1974 nog staat
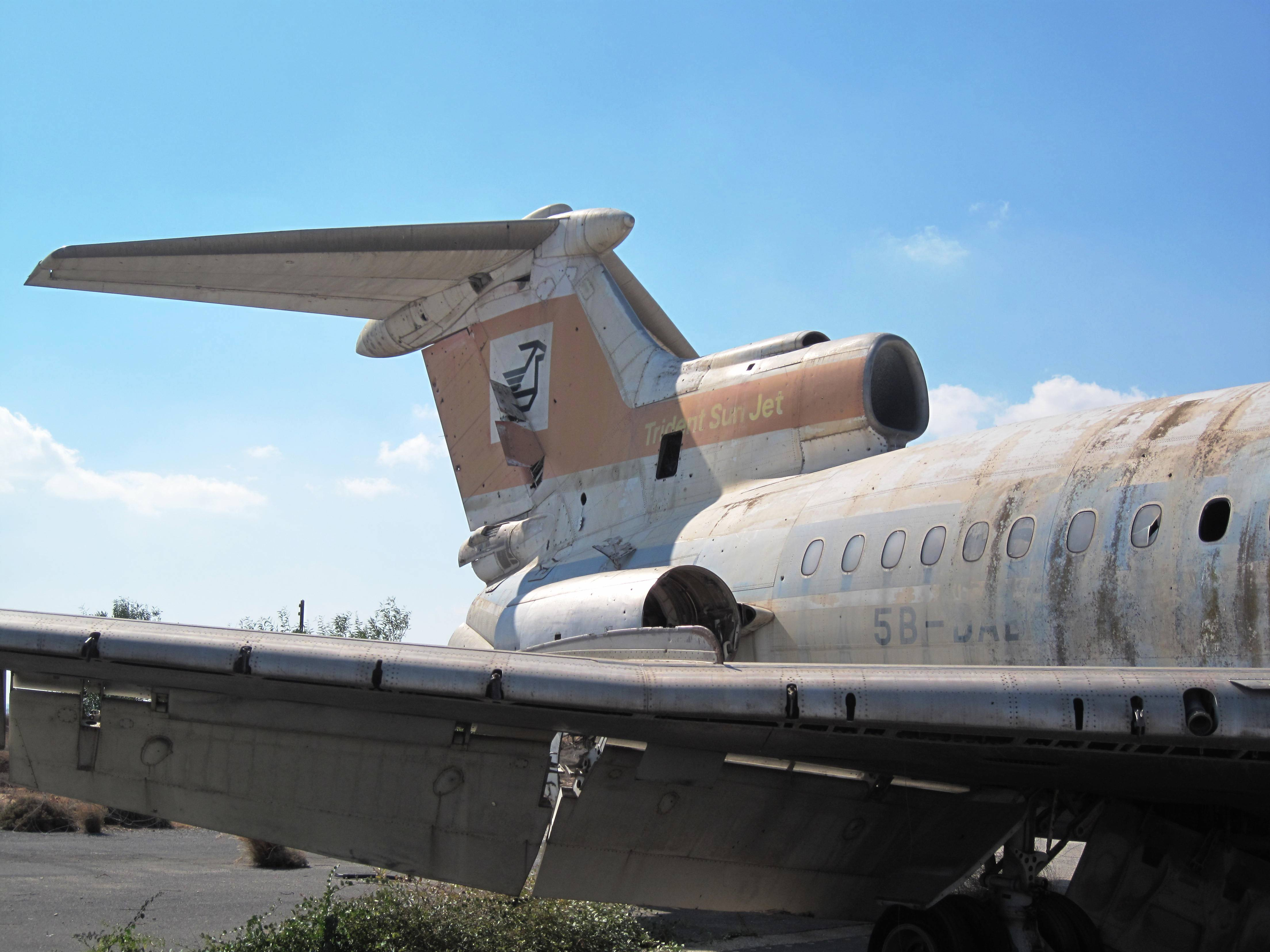
Cyprus Airways
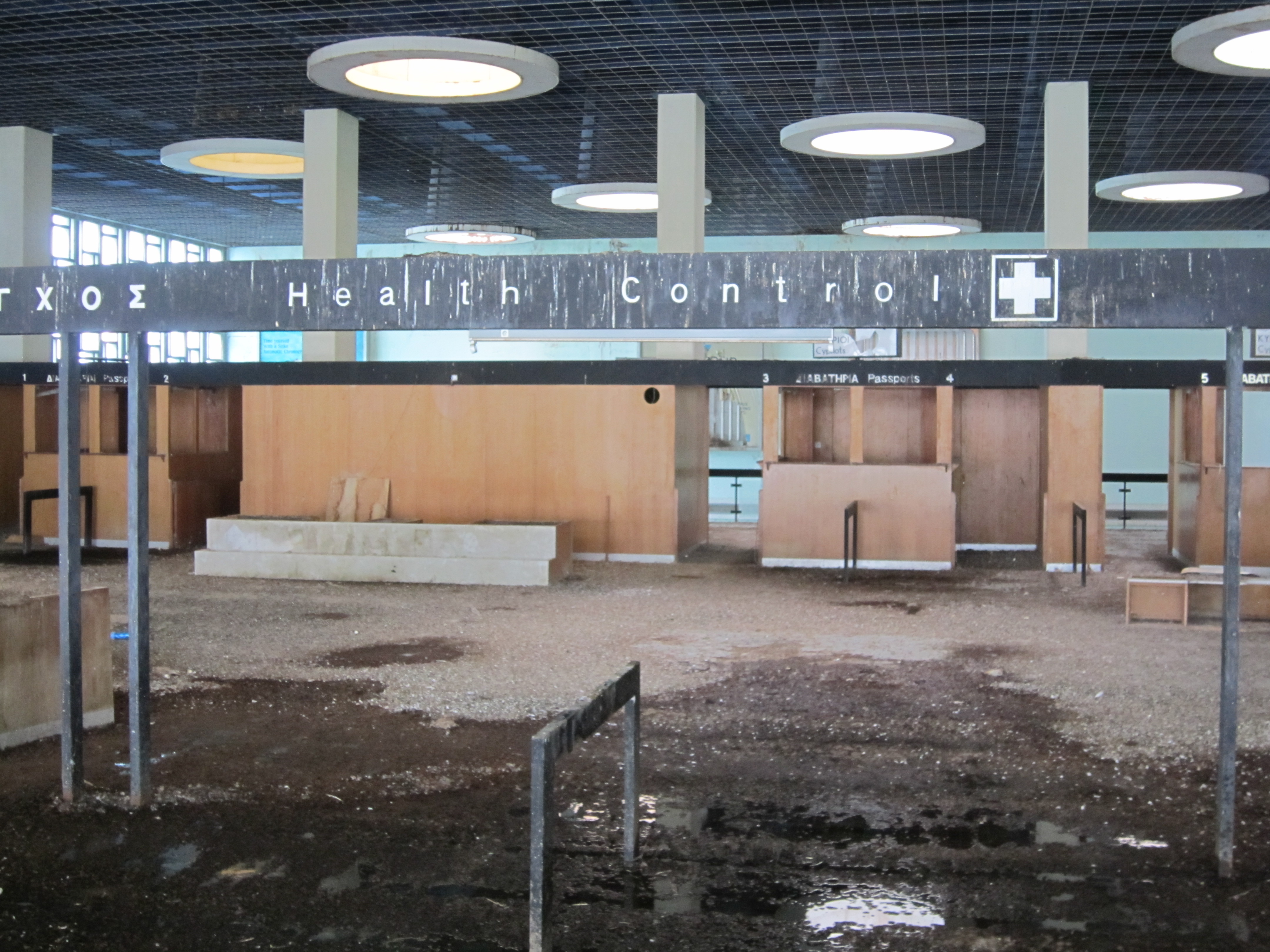
Binnen in de oude vertrek- en aankomsthal
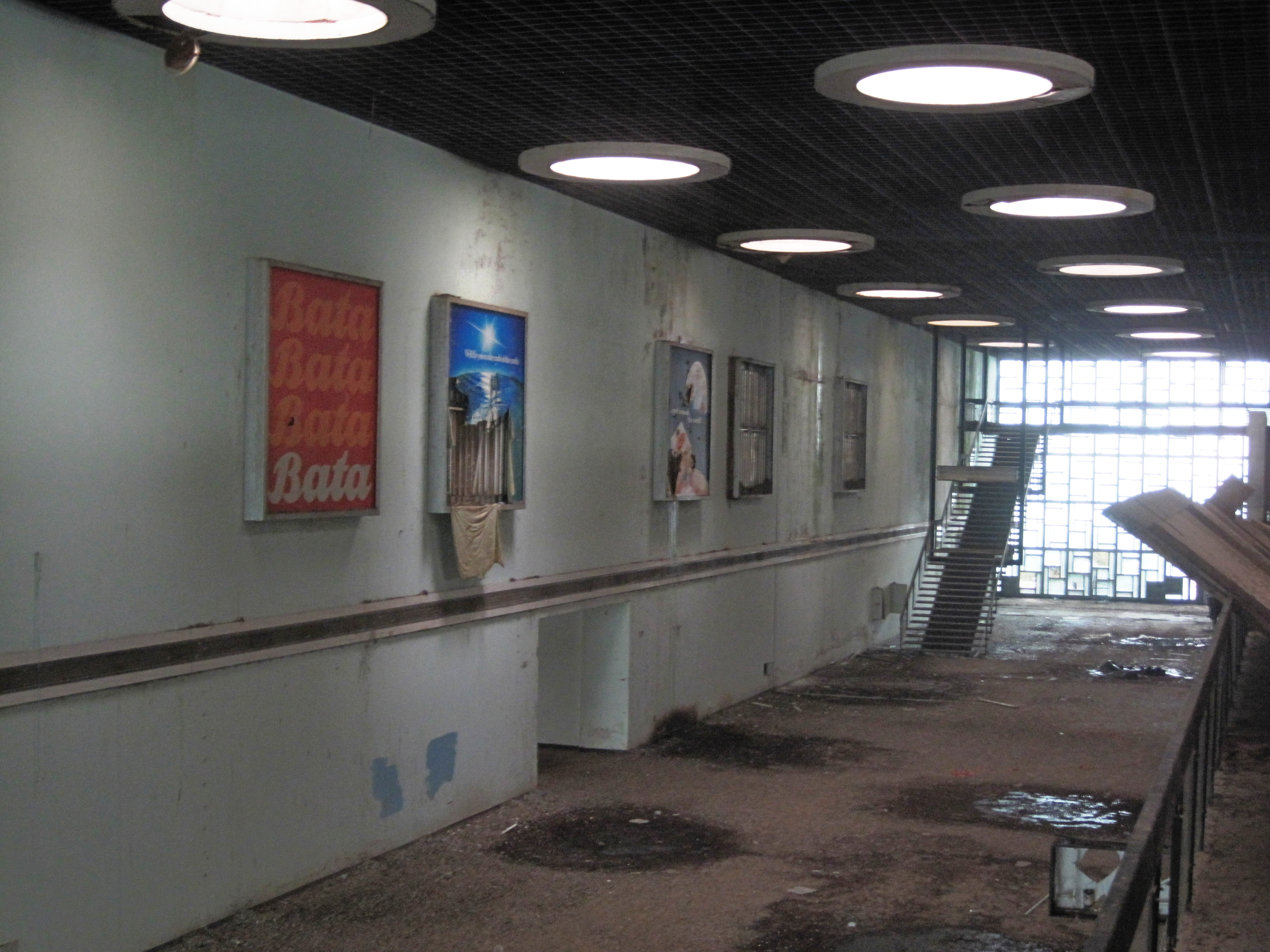
oude reclame in de hal
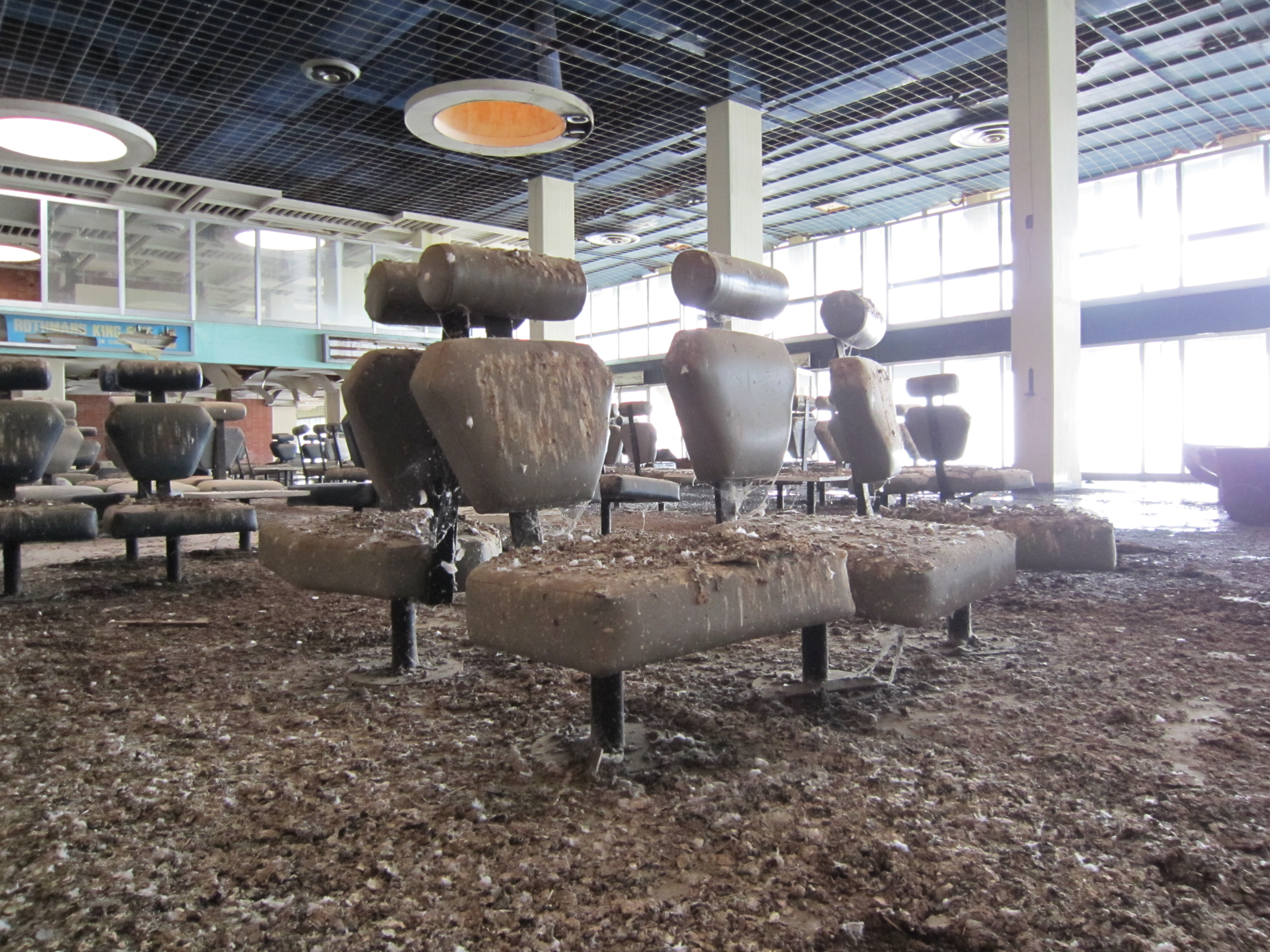
Stoelen in de wachtruimte met duivenpoep
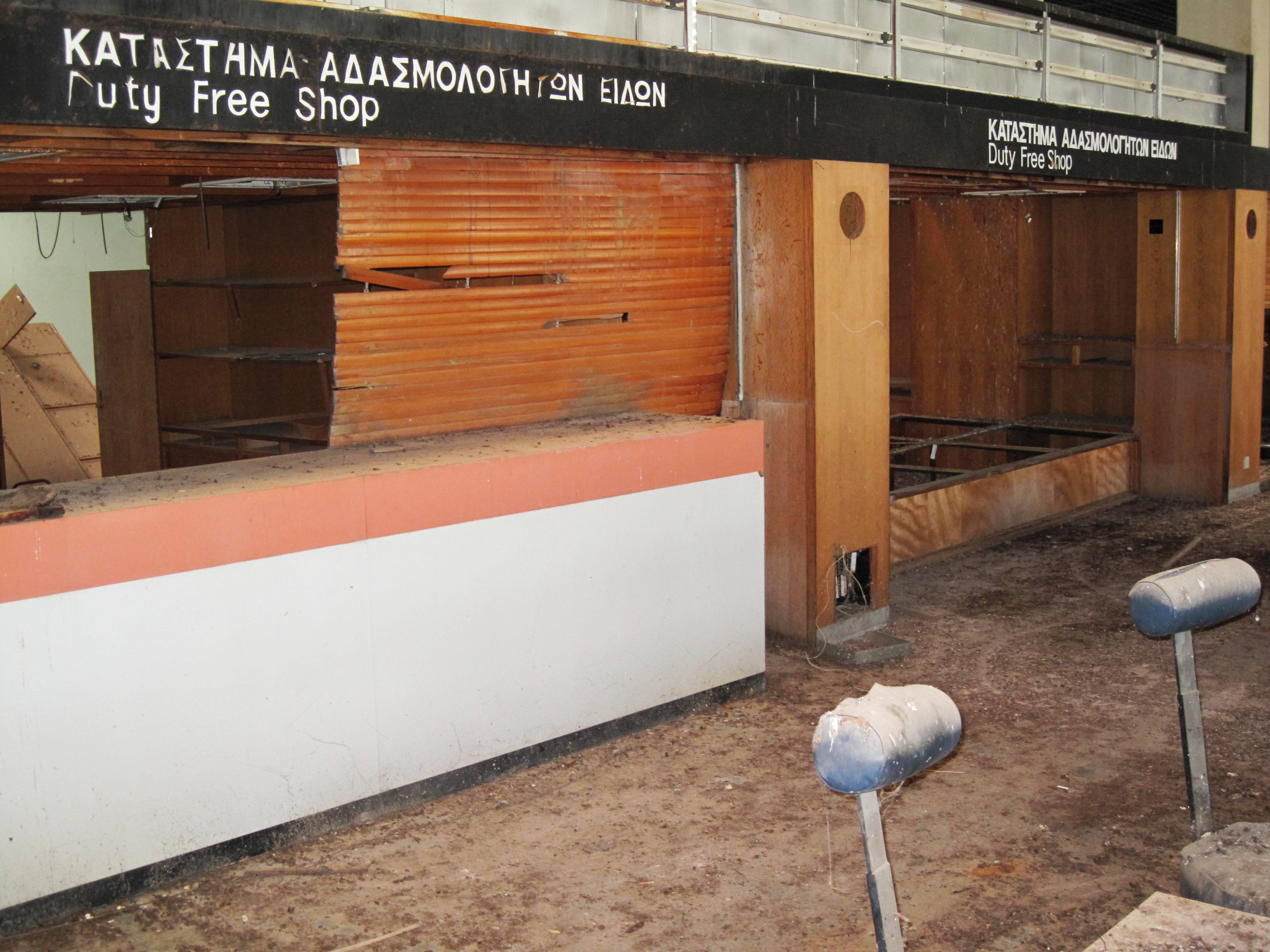
Dutyfree Shop
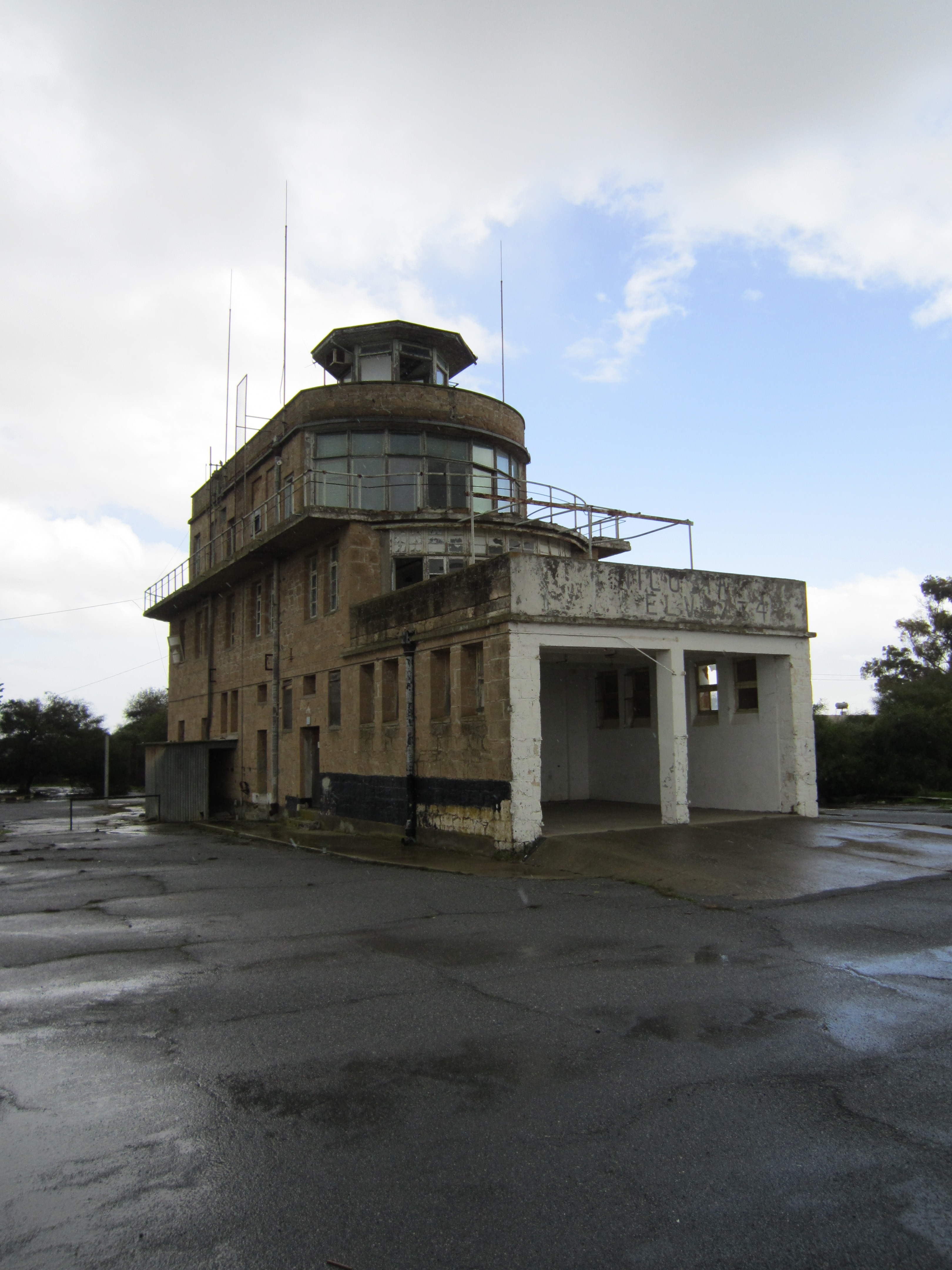
De oude controletoren
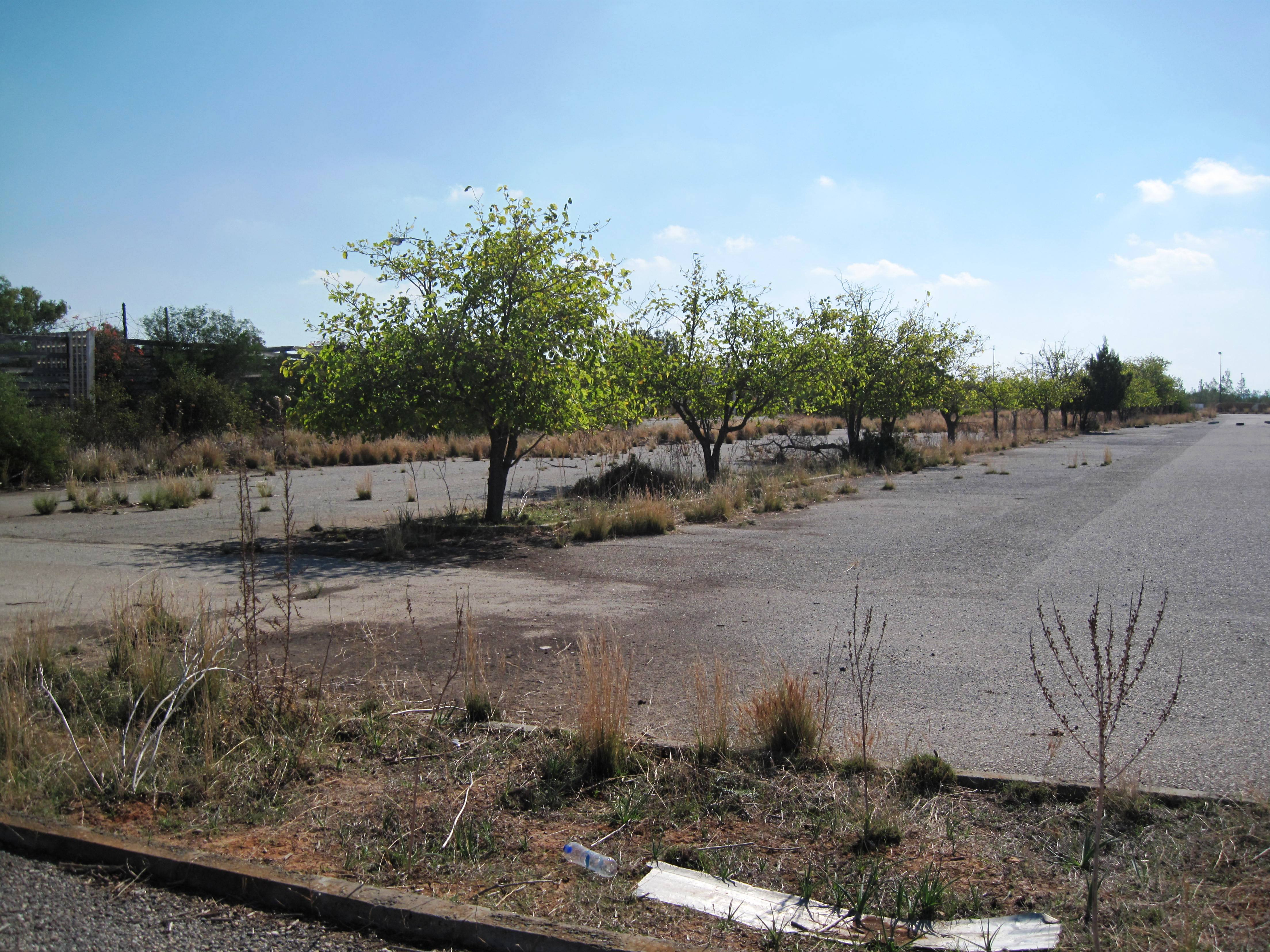
Verlaten parkeerplaatsen op de luchthaven
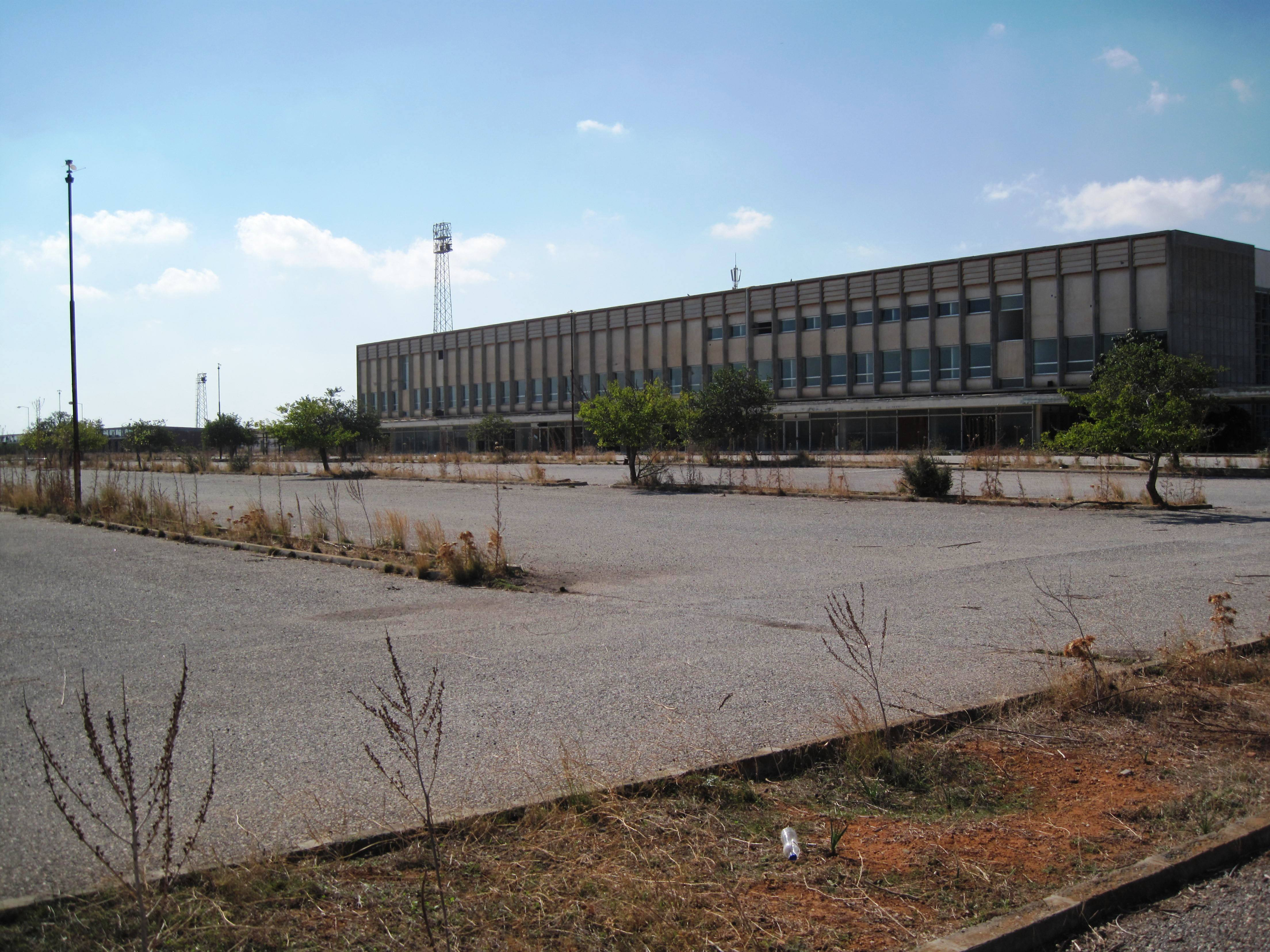
Verlaten parkeerplaatsen bij de aankomst- en vertrekhal